# Hyperoodon ampullatus
El zifio calderón boreal, también denominado  ballena de pico boreal (Hyperoodon ampullatus) es una de las dos especies de ballena del género Hyperoodon y de la familia de los zifios.

## Descripción
Presenta dimorfismo sexual, ya que los machos son hasta un 25% de mayor tamaño que las hembras (las hembras adultas poseen un tamaño máximo de 8,5 metros mientras que los machos pueden llegar a los 9,5 metros). Su peso varía en el rango de entre 5800 y 7500 kg.
Su cuerpo es fusiforme y su cabeza posee un voluminoso melón que crece con la edad. La parte anterior de este órgano cae verticalmente formando una depresión ante un pico muy marcado.
Ambos sexos tienen dientes que se asemejan a palillos en sus mandíbulas. Su dentadura es un único aparato de dientes en el extremo de la mandíbula inferior. En los machos los dientes sobresalen 3 cm de las encías. Debajo de su garganta, encontramos dos huecos formando una especie de V con branquias divergentes que no se unen posteriormente.  
La aleta dorsal es poco elevada y se sitúa en el inicio del tercio posterior del cuerpo. Las aletas pectorales son cortas y en las hembras proporcionalmente más pequeñas que en los machos. Su aleta caudal es ancha y no presenta escotadura.
Su pigmentación general es gris o negra, con una parte más clara en la base de los flancos y el vientre. Los individuos más ancianos desarrollan manchas blanquecinas en el área ventral y en las hembras terminan recubriéndolas casi por completo.
Emite ultrasonidos de gran alcance y también sonidos de baja intensidad (audibles por los humanos). Los ultrasonidos se amplifican en el melón y le sirven para eco-localizar a sus crías especialmente en aguas profundas o turbias donde no penetra la luz.
Su longevidad es de alrededor a unos 37 años.

## Reproducción
Su periodo de apareamiento se sitúa en la primavera y los nacimientos tienen lugar entre el abril y el junio del año siguiente. Un único macho se asocia a un grupo de hembras durante la época del celo.
El recién nacido mide alrededor de 3 metros y es amamantado durante 6 meses por su madre.
El periodo de gestación dura doce meses y las hembras presentan un intervalo de entre dos y tres años entre parto y parto.
Las hembras obtienen la madurez sexual cuando alcanzan los 6,7-7 metros de longitud (8-14 años) y los machos con 7,3-7,6 metros (7-9 años). Cuando alcanzan la madurez sexual, las hembras desarrollan una banda blanca en el cuello.

## Alimentación
Se nutre básicamente de calamares (Como Gonatus fabricii), aunque se han visto algunas otras presas en los estómagos examinados:
- Arenques
- Sepias
- Bacalao
- Estrellas de mar
- Gambas
- Pepinos de mar

Utiliza un sistema de alimentación similar al del cachalote; mediante inmersiones profundas (de hasta 70 minutos de duración y entre 80 y 800 metros de profundidad). Realiza intervalos de respiración de 10 minutos entre las diferentes inmersiones y frecuentemente emerge bastante cerca de donde se hundió.

## Comportamiento

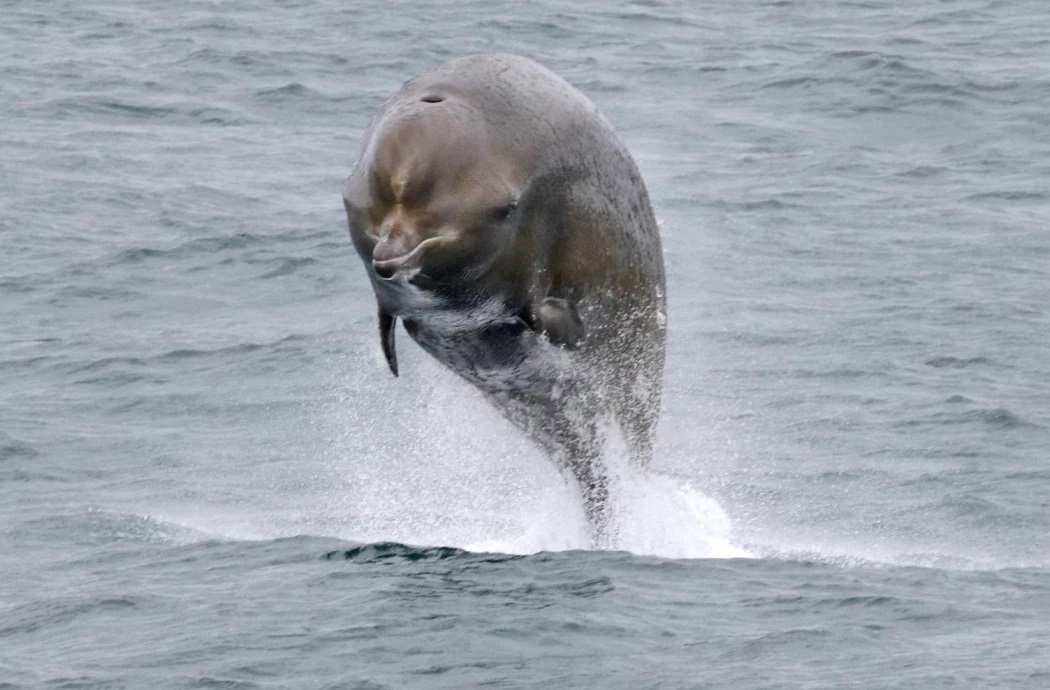
Ejemplar saltando al exterior.

Es capaz de bucear entre 14 y 70 minutos sin respirar. Sus inmersiones son profundas, pero probablemente no cubre largas distancias durante ese tiempo. Presenta una mejor adaptación a las inmersiones que los cetáceos, exceptuando los cachalotes. Cuando llegan a la superficie son capaces de sacar la cabeza y una parte del dorso al mismo tiempo que realiza un fuerte sonido.
Realiza migraciones estacionales regulares: en primavera se dirige al norte (áreas de nutrición) y permanece durante todo el verano mientras que a partir de septiembre se trasladan a las zonas del sur del Atlántico (zonas de hibernación). Generalmente se desplaza en grupos pequeños de entre 2 y 20 individuos que pueden llegar a unirse y formar mayores concentraciones asociadas a la presencia de un alimento abundante.
Normalmente nadan a una velocidad de 5 km/h pero cuando están en peligro o van a ser cazados pueden alcanzar los 27 km/h.

## Distribución

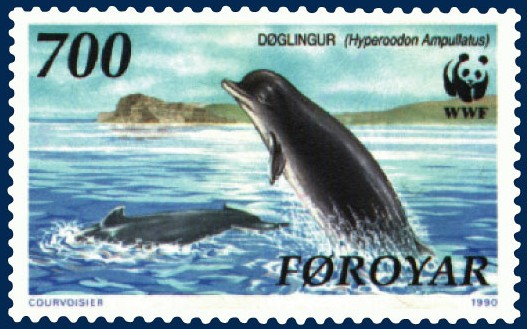
Sello de las islas Feroe del año 1990.

Se encuentra en aguas del Océano Atlántico Norte y Océano Ártico; entre Islandia, el suroeste de Svalbard, costas del norte de Europa, llegando hasta Nueva Escocia (Canadá) y como límite sur las Islas Azores (en mitad del océano). En sus migraciones nadan al norte durante la primavera y al sur en el otoño. Se han registrado encallamientos en todas las costas europeas (siendo más raros en la costa atlántico francesa), en el mar Mediterráneo y en el mar Báltico. A pesar de esto, se han encontrado también en puntos más meridionales de su área de distribución habitual, concretamente en Carolina del Norte, las islas Azores y Cabo verde.
La subpoblación más conocida y estudiada se encuentra en un gran cañón submarino de Nueva Escocia (en Canadá) conocido como The Gully.

## Estado de conservación

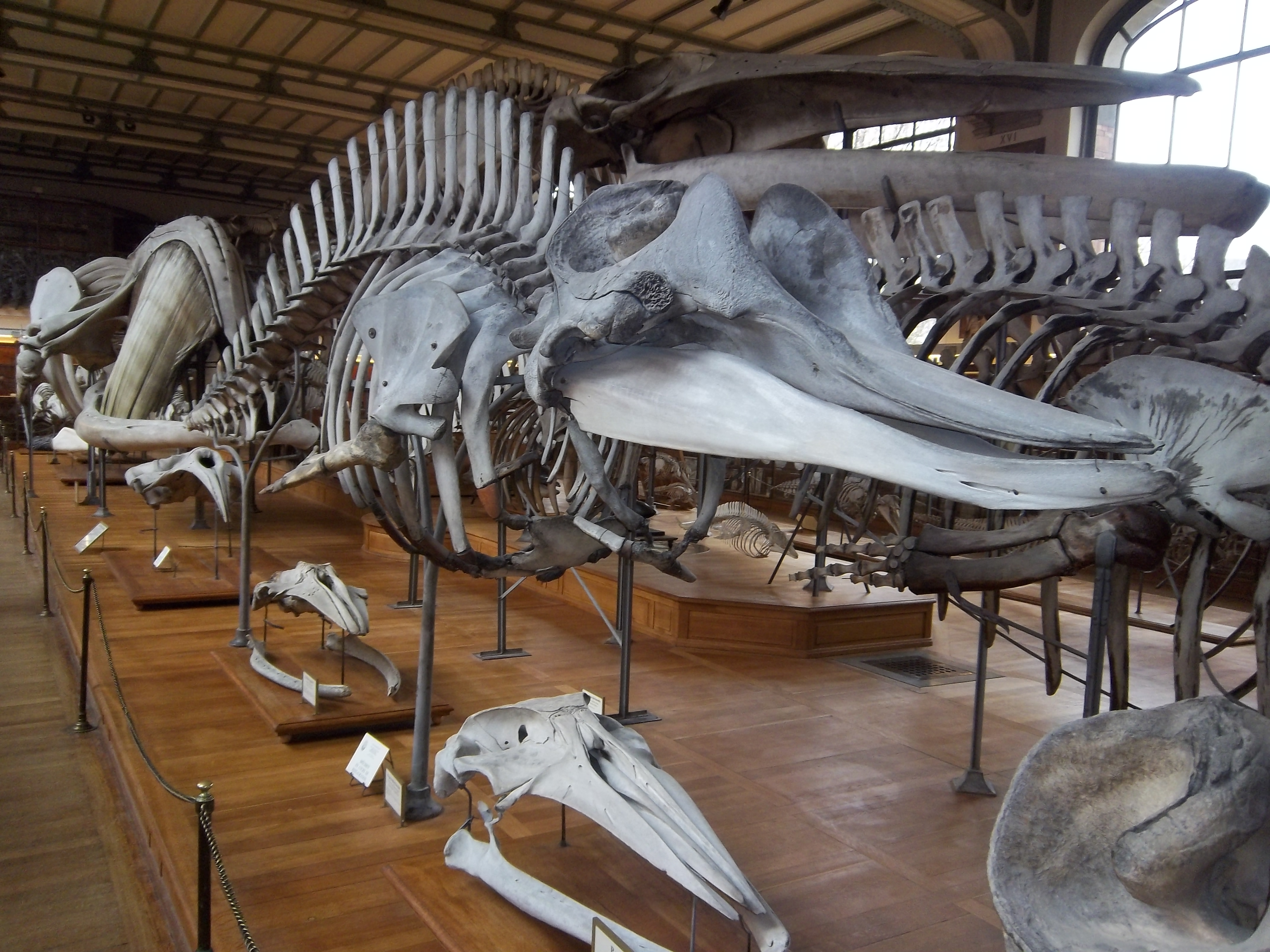
Esqueleto (Museo Nacional de Historia Natural de París)

Es una de las especies de zifios que antiguamente se cazaban a gran escala en el pasado con fines comerciales, principalmente en Noruega pero también en Reino Unido, Canadá y Dinamarca (Islas Feroe). Se calcula que entre la década de 1850 y 1970 se capturaron 65.000 ejemplares. Actualmente solo se continua con esta praxis en las Islas Feroe pero a muy pequeña escala. En un inicio fue cazado para aprovechar su espermaceti, más tarde se pasó a aprovechar el animal entero pues lo procesaban y convertían en alimento para animales de compañía. Noruega abandonó la caza de este animal a partir de 1973 y durante prácticamente treinta años no fue cazada (quitando unos pocos ejemplares cazados en las Islas Feroe: entre 1709 y 2002 una media de 2,2 ejemplares por año).  
La población total de este animal se ha visto reducida por la caza de ballenas y su grado de recuperación es incierto, pues el número total de individuos menguó considerablemente durante los periodos de caza del mismo. 

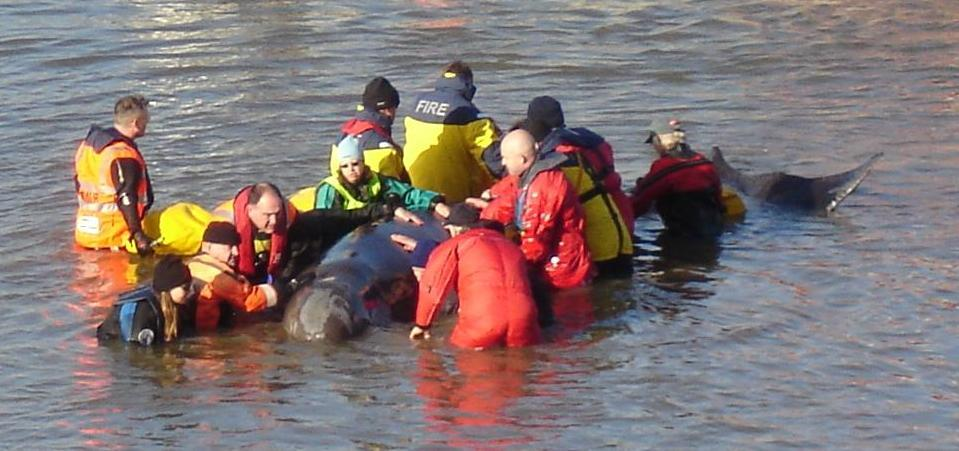
Rescate de un ejemplar encontrado en el Támesis a su paso por Londres en 2006.

Su principal alimento es el calamar, y en el Atlántico norte-oriental (la zona que habita), no hay grandes pesqueras de calamar, sin embargo, su previsible desarrollo podría representar una futura amenaza. Además, al igual que otros zifios, puede ser vulnerable a los sonidos antropogénicos (por ejemplo los generados por el sonar y la exploración sísmica). Finalmente, los efectos del cambio climático en el medio marino también podrían afectarle, aunque se desconoce realmente su alcance.      

## Observaciones
De todos los zifios es la especie más conocida y mejor investigada. Se relaciona estrechamente con Hyperoodon planiforns (que habita los océanos del hemisferio sur), pues genéticamente divergieron una de la otra hace unos pocos miles de años.  
Ambas especies son muy similares en su apariencia externa (aunque H. ampullatus es ligeramente de mayor tamaño), se pueden diferenciar una de la otra por su distribución geográfica y las crestas maxilares, las cuales son más planas en H. planifrons.  